# 相続
相続（そうぞく、英: inheritance）とは、自然人の財産などの様々な権利・義務を他の自然人が包括的に承継すること。

## 概説

### 近代法の相続制度の趣旨
相続の制度は他のどの諸制度よりもその根拠を問われる。
近代法の相続制度については、被相続人と生計をともにした遺族の生活を保障する趣旨であるとみる説や被相続人の遺した財産が無主物となってしまうことを防ぐ趣旨であるとみる説などがある。
一方、相続財産という、いわば不労所得による所有財産の多寡が生ずることによって、平等であるべき個人の経済的な競争条件を損なうものとして、相続制度否定論者からは制度撤廃を求める主張がある。したがって相続課税の強化により富の再分配機能を強化すべきとなる。
一般的には、自然人の死亡を原因とするものを相続と称することが多いが、死亡を原因としない生前相続の制度もある（日本国憲法が施行される前、いわゆる明治憲法下の日本における家督相続は死亡を原因とする場合もしない場合も含む）。

### 相続における財産の承継形態
比較法上、相続原因が発生した場合（死亡など）に被相続人から相続人に財産が移転する形態としては、包括承継主義と清算主義の形態がある。
包括承継主義
相続原因の発生と同時に、被相続人と利害を有する者との間で何らの清算手続を経ずに、被相続人の財産が包括的に相続人に移転する形態である。この制度では、被相続人の財産は債務も含めて一切が承継されるため、債務の相続を回避するためには別の手続（相続放棄、限定承認）が必要になる。日本、ドイツなどで採用されている形態である。
もっとも、この場合でも、限定承認の制度が採用されている場合は、所定の手続を経れば清算主義に近い形態になる。
清算主義
この形態では、相続原因が発生した場合、相続財産は直ちに被相続人に承継されず、一旦死者の人格代表者（personal representative）に帰属させ管理させる。そして、この者が被相続人の利害関係人との間で財産関係の清算をし、その結果プラスの財産が残る場合はそれを相続人が承継する。英米で採用されている形態である。
包括承継主義と異なり、建前上は相続人が被相続人の債務を承継することはない。もっとも、相続財産が小額の場合は費用倒れになること、多額の場合でも清算手続を経ない方が経済的に望ましい場合もあるため、現実には清算手続を経ずに債務も含めてそのまま相続人が財産を承継する便法が採られることもある。

## 不平等
相続された富の分配は異なった文化や法的伝統において大いに多様である。大陸法による国では、例えば、子供が親から相続する権利の予め定められた割合は、遥か時代を遡るハムラビ法典（紀元前約1750年）でのように、法律で明記されている。アメリカ合衆国のルイジアナ州は、法体系がフランス民法典に由来する、合衆国で唯一のところの州である。両親が証明を義務付けられるところの、わずかな厳密に定義された理由を除いて、成人の子供の非相続の許可を与えるものとして、この体系は知られる。別の法伝統は、当事者の一人が望むような、または何らかの理由で子供の誰かに相続させない分割を許す、コモン・ローによるものが合衆国の一部で行われる。
'不均等'（英:   unequal  ）な相続の場合、少ない数の相続だけが大きな総額であるのに多数の者は少なく受け取るかもしれない。

### 社会階層
社会階層において顕著な効果を相続が与えることを指摘されてきた。相続は、家族、経済、法制度、ならびに 階級分化 での基礎的な機構の、集積的な組み合わせである。それは社会的な水準においても 富の分布 （英語:  Distribution of wealth ）に影響を及ぼす。その分野において検証をする学者により、分化の結果における相続の総累積的効果は三つの形態をとる。

### 相続上の不平等の社会的かつ経済的影響
経済的地位のどの階級であるか、そして世代にわたり継承される相続が、社会での当事者の人生の機会を決定することがさらに主張される。多くはその者の社会的出自と人生の機会と目的を達成する教育に関係するけれども、教育は 経済的移動性 （英語:  economic mobility ）の最も影響のある予測物として提供されない。実際、裕福な両親の子は総じてよい教育と物質的、文化的、生来的利益を与えられる。

### 王朝的な富
'王朝的な富'（英:  dynastic wealth ）とは稼がれなかったものである、世代へ継承される金銭的な富である。王朝的な富は金権政治という用語に関連する。フランスの経済学者のトマ・ピケティによる多売本の21世紀の資本を含めて、多くの者が王朝的な富の増大と影響について述べている。
ビル・ゲイツはその用語を彼の記事Why Inequality Mattersで用いる。

### 相続についてのソビエト連邦の対応
マルクス主義労働価値説による共産主義が始まるにつれ、もしそれが人の自身の労働の果実に基づき他人を雇ったものでなければ、生涯の道筋でのいかなる金銭も正当化された。
ロシア革命以降成立した最初の共産主義政府は、幾つかの例外を除き、相続の権利を廃止することで解決した。

## 日本法における相続
日本法における相続法は、主に相続について定めた民法第五編に規定されている。民法における相続に関する規定には遺言により民法の規定と異なる定めをすることができる任意規定が多く含まれる一方、遺留分規定のように遺言での排除を許さない強行規定も存在する。
- 日本の民法について以下では、条名のみ記載する。

### 相続の開始
相続は死亡によって開始する（882条）。死亡には失踪宣告や認定死亡も含まれる。相続は被相続人の住所において開始する（883条）。 
相続人は、相続開始の時（被相続人の死亡の時）から、被相続人の財産に属した一切の権利義務を承継する（896条）。

### 相続人
被相続人の財産上の地位を承継する者のことを相続人（そうぞくにん）という。これに対して相続される財産、権利、法律関係の旧主体を被相続人（ひそうぞくにん）という。相続開始前には、推定相続人といい、被相続人の死亡による相続開始によって確定する。なお、相続人となり得る一般的資格を相続能力といい、法人は相続能力を持たないが、胎児は相続能力を持つ（886条）。

#### 相続順位
被相続人の血族は次の順位で相続人となる（887条・889条）。
1. 被相続人の子
2. 被相続人の直系尊属
3. 被相続人の兄弟姉妹

また、被相続人の配偶者は常に相続人となり、上記の順位で相続人となった者と同順位で相続人となる（890条）。同順位同士との相続となるのであって、遺言による指定がない限り他順位間とで相続することはない。他人同然の関係の人間は遺言で指名されるか養子縁組の手続きをしない限り、相続権は一切ない。例：血縁上の異母姉妹に父親の相続権は全員にあっても異母の財産を相続する権利はない。

#### 代襲相続
相続の開始以前に被相続人の子あるいは被相続人の兄弟姉妹が死亡、相続欠格・相続廃除によって相続権を失った場合、その者の子が代わって相続する（887条2項本文・889条2項）。これを代襲相続といい、代襲相続する者を代襲者、代襲相続される者を被代襲者という。
相続人が被相続人の子である場合、代襲者は被相続人の直系卑属でなければならないと規定されている（887条2項但書）。したがって、養子縁組前に出生していた養子の子は被相続人の直系卑属ではないから（727条）、代襲相続することができない（大判昭和7年5月11日民集11巻1062頁）。相続人が被相続人の兄弟姉妹である場合も、この規定が「被相続人とその兄弟姉妹の共通する親の直系卑属でない者は」と読み替えられて準用されることになる（民法899条2項、最判令和6年11月12日（令和5年（行ヒ）第165号））。
（889条2項）、この規定はそもそも相続人自身が被相続人の直系卑属でないことになるが、代襲者は
なお、相続放棄は代襲原因とはならず、相続放棄をした者の直系卑属（子・孫・曾孫…）には代襲相続は発生しない。
代襲者である相続人の子が死亡・相続欠格・相続廃除によって相続権を失った場合、孫が代わって相続する（887条3項）。これを再代襲相続といい、代襲者は直系卑属（子・孫・曾孫…）では延々と続くことになる。ただし、相続人が兄弟姉妹の場合には代襲者は甥姪までとなり、大甥大姪の再代襲相続は認められていない（889条参照）。
これらに対し、相続開始（第一次相続）後に被相続人の相続人が、遺産分割の協議が成立しないうちに亡くなってしまうこと（第二次相続）を数次相続といい、第二次相続に係る相続人が第一次相続に関する遺産分割の協議を引き継ぐことになる。また、第一次相続の開始後10年以内に第二次相続が発生することを相次相続といい、第二次相続に係る相続人においては税制上の特例制度（相続税の相次相続控除）が設けられている。

#### 相続欠格
故意に被相続人や他の相続人を死亡に至らせたり、遺言書を破棄・捏造するなど第891条に規定される重大な不正行為（相続欠格事由）を行った者は、その被相続人の相続において当然に相続人としての資格を失う。これを相続欠格という。

#### 相続人の廃除
被相続人に対して虐待・侮辱あるいは著しい非行があった場合、被相続人は家庭裁判所に申し立てる事によって、その相続権を喪失させることができる（892条）。これを相続人の廃除という。相続人の廃除は遺言による申し立てによっても可能である（893条）。廃除された推定相続人は相続権を失う。

### 相続の効果

#### 相続の一般的効果
相続により相続人は原則として被相続人の財産に属した一切の権利義務を承継する（896条本文）。しかし、以下の例外がある。
- 一身専属的権利

相続人の一身専属的権利は相続が発生しても承継されない（896条但書）。以下のようなものがある。
1. 代理権（111条1項1号）
2. 定期の給付を目的とする贈与（定期贈与、552条）
3. 使用貸借における借主としての地位（599条）
4. 委任における委任者あるいは受任者としての地位（653条）
5. 民法上の組合の組合員としての地位（679条）
6. 定期預金の契約（銀行が特別に認めた場合を除く）

- 祭祀に関する権利

系譜・祭具・墳墓の所有権は原則として慣習により祖先の祭祀を主宰すべき者が承継するものとされるが、被相続人の指定があるときはその者が承継することになる（897条1項）。

#### 相続財産の共有
相続人が数人あるときは相続財産は共同相続人の共有に属することになる（898条）。この「共有」の意味については共有説と合有説の対立があるが、判例は249条以下の共有と異ならないものと解して共有説をとっている（最判昭和30年5月31日民集9巻6号793頁）。

#### 相続回復請求権
相続欠格者や本来相続人でないのに相続人を装っている者（表見相続人・僭称相続人・不真正相続人などという）が、遺産の管理・処分を行っている場合、相続人は遺産を取り戻すことができる。これを相続回復請求権という（884条）。相続回復請求権はこれを包括的に行使でき個々の財産を具体的に列挙して行使する必要はない（大連判大正8年3月28日民録25輯507頁）。相続回復請求権は相続人またはその法定代理人が相続権を侵害された事実を知った時から5年間行使しないときは、時効によって消滅する（884条前段）。また、相続開始の時から20年を経過したときも消滅する（884条後段）。なお、清算主義でプラスの財産しか相続しない英米法では相続回復請求権は大いに尊重されており、日本の民法との相違は大きい。
そして、その相続回復請求権は共同相続人相互間の相続権の帰属の問題についても適用があるとされている。ただし、判例上は相続回復請求権における消滅時効の援用権者について、共同相続人が他の真正共同相続人の持分まで主張する場合は、他の真正共同相続人の持分を侵害している事実を知らずかつ自らが相続権があると信ずるに足りる合理的理由があることを要するとして（最大判昭和53年12月20日・民集32巻9号1674頁）その範囲を制限している。

### 相続分
相続人の相続財産に対する分け前の割合や数額のことで、普通はその割合をいう（900条）。

#### 指定相続分
被相続人は遺言で共同相続人の相続分を定め、または、相続分を定めることを第三者に委託することができる（902条1項本文）。このような方法によって定まった相続分を指定相続分という。ただし、被相続人や第三者は相続分の指定について遺留分に関する規定に違反することができない（902条1項但書）。被相続人が共同相続人のうちの一人もしくは数人の相続分のみを定め、または第三者に定めさせたときは、他の共同相続人の相続分は法定相続分の規定によって定まることになる（902条2項）。
上記のように遺言により相続分の指定・指定委託をした場合でも、消極財産は指定相続分によらず法定相続分に応じて分割されるという説が有力である。これについて大審院決定昭和5年12月4日は、「…金銭債務のその他可分債務については各自負担し平等の割合において債務を負担するものにして…」と述べている。（したがって消極財産は遺産分割の対象とならないとされる下級審判例：福岡高決平成4・12・25判タ826・259）。平成21年03月24日最高裁判所第三小法廷判決（平成19(受)1548）は、傍論ではあるが「もっとも，上記遺言による相続債務についての相続分の指定は，相続債務の債権者（以下「相続債権者」という。）の関与なくされたものであるから，相続債権者に対してはその効力が及ばないものと解するのが相当であり，各相続人は，相続債権者から法定相続分に従った相続債務の履行を求められたときには，これに応じなければならず，指定相続分に応じて相続債務を承継したことを主張することはできないが，相続債権者の方から相続債務についての相続分の指定の効力を承認し，各相続人に対し，指定相続分に応じた相続債務の履行を請求することは妨げられないというべきである。」と判示しており、大審院判例の見解を維持しているものと考えられる。この判例では、指定相続によって明示または黙示的に債務の帰属を定めた場合、債権者に対しては効力が及ばないが、相続人相互間ではその指定通りの効力を生じることを判示している。
ただし、国税通則法または地方税法の適用・準用がある公租公課については、遺言による指定・指定委託があれば、指定相続分による承継が原則となる（国税通則法5条2項、地方税法9条2項が民法902条を用いることを明記している）。なお、公租公課については、承継する財産の価額が承継税額を超えるときは、その超過部分を限度に他の相続人と連帯して納付する義務を負う（国税通則法5条3項、地方税法9条3項）。

#### 法定相続分
遺言による相続分の指定がない場合は法定相続分（900条）による。
前述のように、被相続人の血族は、1.被相続人の子、2.被相続人の直系尊属（親等の異なる者の間では最近親の者）、3.被相続人の兄弟姉妹の順で相続人となり（889条1項）、被相続人の配偶者は常に相続人（被相続人の血族に相続人となるべき者があればその者と同順位）となる（890条）。
以上の相続人の範囲において相続人が数人あるときは、その法定相続分は、次の各号の定めるところによる（900条）。 
1. 子及び配偶者が相続人であるとき
子の相続分及び配偶者の相続分はそれぞれ2分の1である（900条1号）。子が数人あるときは、各自の相続分は、相等しいもの（均等分）とする（900条4号）。
2. 配偶者及び直系尊属が相続人であるとき
配偶者の相続分が3分の2、直系尊属の相続分が3分の1である（900条2号）。直系尊属が数人あるときは、各自の相続分は、相等しいもの（均等分）とする（900条4号）。また、直系尊属の場合、生存するのみの相続となる。
3. 配偶者及び兄弟姉妹が相続人であるとき
配偶者の相続分が4分の3、兄弟姉妹の相続分が4分の1（900条3号）。兄弟姉妹が数人あるときは、各自の相続分は、相等しいもの（均等分）とするが、父母の一方のみを同じくする兄弟姉妹の相続分は、父母の双方を同じくする兄弟姉妹の相続分の2分の1となる（900条4号）。

被相続人に配偶者がいない場合にも、子、直系尊属又は兄弟姉妹が数人あるときは、各自の相続分は、相等しいものとするが、父母の一方のみを同じくする兄弟姉妹の相続分は、父母の双方を同じくする兄弟姉妹の相続分の2分の1となる（900条4号）。 
代襲相続人の相続分はその直系尊属が受けるべきであったものと同じであり、代襲相続人となる直系卑属が数人あるときはその各自の直系尊属が受けるべきであった部分について900条の規定に従ってその相続分を定める（901条）。 
なお、非嫡出子の相続分は900条4号により嫡出子の相続分の2分の1と規定されていたが、婚外子相続差別訴訟で2013年9月4日に最高裁判所が婚外子（非嫡出子）の相続分が違憲であるとの判断を下したことを受け、2013年12月11日の民法の一部改正により900条4号は削除された。附則において、改正後の規定については2013年9月5日以後に開始した相続について適用するものと定められている。
| 順位 | 順位    | 相続人 | 相続人   | 相続分（遺留分） | 相続分（遺留分） |
| 適用 | 法定    | 配偶者 | 他の親族 | 配偶者           | 他の親族         |
| ---- | ------- | ------ | -------- | ---------------- | ---------------- |
| 1    | 第1順位 | 有     | 子       | 1/2（1/4）       | 1/2（1/4）       |
| 2    | 第2順位 | 有     | 直系尊属 | 2/3（1/3）       | 1/3（1/6）       |
| 3    | 第3順位 | 有     | 兄弟姉妹 | 3/4（1/2）       | 1/4（無）        |
| 4    |         | 有     | 無       | 全部（1/2）      | -                |
| 5    | 第1順位 | 無     | 子       | -                | 全部（1/2）      |
| 6    | 第2順位 | 無     | 直系尊属 | -                | 全部（1/3）      |
| 7    | 第3順位 | 無     | 兄弟姉妹 | -                | 全部（無）       |

#### 特別受益者の相続分
共同相続人中に被相続人から特別受益を受けた者については、相続における実質的公平を図るため、相当額の財産について持戻しを行う（903条）。
特別受益には次のようなものがある。
1. 遺贈
2. 婚姻のための贈与
3. 養子縁組のための贈与
4. 生計の資本として贈与
5. 学費の援助

#### 寄与分
共同相続人中に被相続人の財産の維持または増加について寄与をした者については、相続における実質的公平を図るため、相当額の財産を取得させる寄与分の制度（904条の2）が設けられている。これは1980年の民法改正で設けられたものである。

#### 特別寄与
2018年の民法改正にて、相続人のうち、被相続人の療養介護を無償で行った者については、相続財産の維持または増加に寄与したものとして、それに応じた金銭の請求をすることができることとなっている（民法第1050条）。改正前において、このような貢献は、上記寄与分として取り扱われており、寄与分の争いとしても最も多い事例であったが、家事労働の評価など客観的な算定困難な場合も少なくないことから、これらの事項についての一連の手続きを、その他の寄与分と独立して定めた。一般の寄与分同様、相続人間で協議が調わなければ、家庭裁判所にその額の決定を求めることができるが、一般の寄与分と異なり、相続開始後、相続人を知った時から6ヶ月経過または相続開始から1年経過までに請求する必要がある。

#### 相続分の譲渡と相続分取戻権、相続分の放棄
共同相続人の一人が遺産の分割前にその相続分を第三者に譲渡したときは、他の共同相続人はその価額及び費用を償還して、その相続分を譲り受けることができる（905条1項）。ただし、この取戻権は1ヶ月以内に行使する必要がある（905条2項）。
また、相続分の放棄は遺産分割前に財産を放棄することの意思表示であり、その相続人の相続分を他の相続人に法定相続分の割合で譲渡するという効果を持つ。

#### 遺産分割
共同相続の場合において、相続分に応じて遺産を分割し、各相続人の単独財産にすること。
- 遺産の分割の協議又は審判等（907条）
- 遺言による分割の方法の指定（908条）
被相続人は、遺言で、遺産の分割の方法を定め、若しくはこれを定めることを第三者に委託し、又は相続開始の時から5年を超えない期間を定めて、遺産の分割を禁ずることができる。
- 遺産の分割の効力（909条）
遺産の分割は、相続開始の時にさかのぼってその効力を生ずる。ただし、第三者の権利を害することはできない。
- 相続の開始後に認知された者の価額の支払請求権（910条）

判例では、遺産分割により不動産の権利を取得した相続人は、登記を経なければ、分割後に権利を取得した第三者に対し、対抗することができない。

### 相続の承認及び放棄
相続は被相続人の権利義務を相続人が承継する効果をもつものであるが、実際に相続を承認して権利義務を承継するか、あるいは、相続を放棄して権利義務の承継を拒絶するかは各相続人の意思に委ねられている。ただし、相続人が921条に規定される事由を行ったときは後述の単純承認をしたものとみなされる。
相続人が被相続人の権利義務の承継を受諾することを相続の承認といい、権利義務の承継を受諾する範囲により単純承認と限定承認に分けられる。相続人が被相続人の権利義務の承継を受諾することを相続の放棄（相続放棄）という。
なお、被保佐人が相続の承認若しくは放棄又は遺産の分割をするには、その保佐人の同意を得なければならない（13条）。

#### 熟慮期間
相続の承認・放棄をすべき期間（熟慮期間）には制限がある。相続の承認や放棄は自己のために相続の開始があったことを知った時から3ヶ月以内にしなければならない（915条1項本文）。ただし、この期間は利害関係人や検察官の請求により家庭裁判所が伸長することができる（915条1項但書）。「自己のために相続の開始があったことを知った時」とは、相続開始の原因となるべき事実を知り、かつ、それによって自分が相続人となったことを知った時をいう（大決大正15年8月3日民集5巻679頁）。相続人は相続の承認や放棄をするまで、その固有財産におけるのと同一の注意をもって、相続財産を管理しなければならない（918条1項）。
なお、東日本大震災に伴う特例については東日本大震災に伴う相続の承認又は放棄をすべき期間に係る民法の特例に関する法律参照。

#### 相続の承認及び放棄の態様
単純承認
単純承認は相続により相続人が被相続人の権利義務を無限に承継するものである（920条以下）。なお、相続人が921条に規定される事由（法定単純承認事由）を行ったときは単純承認したものとみなされる。

限定承認
限定承認は相続によって得た財産の限度で被相続人の債務および遺贈を弁済することとするものである（922条以下）。共同相続の場合には限定承認は共同相続人の全員が共同してのみこれをすることができる（923条）。

相続放棄
相続を放棄した場合には、その相続に関して初めから相続人とならなかったものとみなされることになる（939条）。相続放棄は相続財産が債務超過である可能性が高い場合や、一部の相続人に相続財産を集中させたい場合などに行われる。相続を放棄する場合には被相続人の最後の住所地を管轄する家庭裁判所に申述しなければならない（940条）。なお、相続放棄は代襲相続の代襲原因とはならない。

#### 相続の承認及び放棄の撤回及び取消し
相続人が相続の承認または放棄をしたときは、以後は915条の期間内であっても撤回できない（919条1項）。ただし、民法総則および親族編に定められる取消原因があれば919条3項に定められる一定期間に取消しをすることはできる（919条2項・3項）。この場合に限定承認または相続の放棄の取消しをしようとする者は家庭裁判所に申述しなければならない（919条4項）。

### 財産分離
相続財産と相続人の財産が混同しないように分離、管理、清算する手続のこと。財産分離には相続債権者または受遺者の請求による第一種財産分離（941条以下）と相続人の債権者の請求による第二種財産分離（950条）がある。財産分離は941条以下に規定されているものの、実際にはほとんど利用されていない。これは、相続財産・相続人に破産原因があれば破産申立てが可能であることによると思われる。

### 相続財産の破産
相続財産をもって相続債権者及び受遺者に対する債務を完済することができないと認めるときには、相続財産に対して破産手続きを開始することができる（破産法第223条）。また、破産者が死去し相続が開始したときは、相続財産について破産手続きを続行する（同法第227条）。
ただし、相続財産は個人ではないために免責申立ができず（破産法第248条）、また相続財産の破産は限定承認としての効力を有しないものとされているため、別途相続放棄あるいは限定承認を行わない限り、相続財産で支払いきれなかった債務が相続される結果となる。
一方で、相続債権者の側としても、相続人へ請求すれば相続人の固有財産に対しても権利行使が可能であるし、相続人が不在の場合は相続財産の清算人の選任（民法第952条）など、より簡便な手段があるため、実務上相続財産の破産が選択される事例はごく少ないとされる。

### 相続人の不存在
相続人の存在が明らかでない場合、相続財産は相続財産法人となり（951条）、以下の相続人不存在確定手続がとられることになる。なお、遺言者につき相続人は不存在であるが、その相続財産の全部について包括受遺者がいる場合には、その包括受遺者に相続財産が帰属することになるので相続人不存在確定手続はとられない（最判平成9年9月12日民集51巻8号3887頁参照）。
- 相続財産法人の成立（951条）・相続財産の管理人の選任とその公告（952条） －　第一の捜索期間
  - 公告期間は2ヶ月（957条1項前段）で、この公告期間内に相続人のあることが明らかにならなかったときは次の捜索段階へ移る。
- 相続債権者及び受遺者に対する請求の申出をすべき旨の公告（957条1項） － 第二の捜索期間
  - 公告期間は2ヶ月以上の期間で設定され（957条1項後段）、以後、債権者等との清算手続に入る。この公告期間内に相続人のあることが明らかにならなかったときは次の捜索段階へ移る。
- 相続人の捜索の公告（958条前段） － 第三の捜索期間
  - 公告期間は6ヶ月以上の期間で設定される（952条2項後段）。
  - 相続財産法人の成立から相続人不存在の確定までの期間に相続人のあることが明らかになったときは相続財産法人は成立しなかったものとみなされる（955条本文）。ただし、相続財産清算人がその権限内でした行為の効力に影響しない（955条但書）
- 相続人の捜索の公告期間の満了、相続人不存在の確定、除斥（958条により相続人、また、相続財産清算人に知れなかった相続債権者・受遺者は権利行使不可）
- 特別縁故者（被相続人と生計を同じくしていた者や被相続人の療養看護に努めた者など）に対する相続財産の分与
  - 特別縁故者の相続財産分与請求は相続人不存在確定後3ヶ月以内になされることが必要（958条の2）。
- 残余財産の国庫への帰属（959条）

## 諸外国における相続

### アメリカ合衆国
イギリスでは認められていた遺産の相続人限定が、世論の批判を受け、法律で禁止されている。2代先まで引き出せない信託にするという脱法行為がボストンで行われている。

### 中華人民共和国
中華人民共和国での相続については中華人民共和国継承法で定められており、次のような特徴がある。
- 相続回復請求権の短期の時効期間が2年である（中華人民共和国継承法8条）。
- 配偶者の相続順位について、子や父母と同列の第一順位とされている（中華人民共和国継承法10条1項）。
- 嫡出子と非嫡出子の相続における地位が等しい（中華人民共和国継承法10条3項）。
- 配偶者の一方が亡くなった配偶者の父母に対して主たる扶養義務を尽くした場合には、第一順位の相続人となる（中華人民共和国継承法12条）。

なお、中華人民共和国での相続制度は扶養制度と密接に関連したものとなっており、扶養との関係により相続人の相続分が変更になる場合がある。

## 相続に関わる職業
専門の国家資格者として公証人、司法書士、弁護士、税理士などがある。公証人は公正証書遺言作成に携わり、司法書士は相続登記・相続に起因する登記手続、法定相続証明情報申請手続、遺産承継業務、裁判所提出書類作成及びこれら手続きに添付する書類の作成、戸籍の調査等の相続事務を、弁護士は相続事務全般の他、紛争事案につき唯一法律上関与でき、税理士は相続税の申告手続きを行う。

### 手続き代行サービス
手続き代行サービスを行う業者がある（銀行など）。